# Vertrag von Schönbrunn

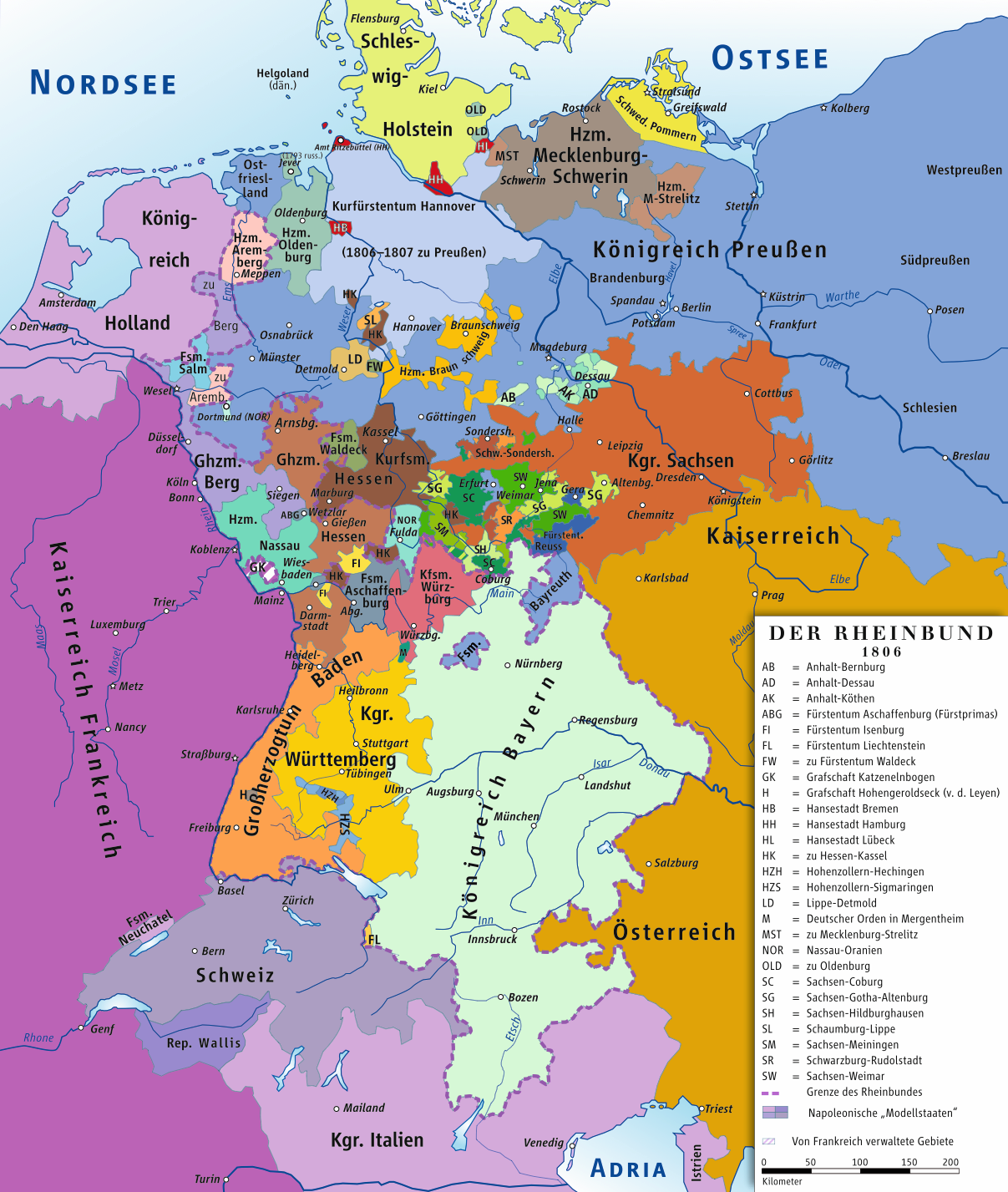
Das Königreich Preußen (in blau) nach der vertraglich vorgeschlagenen Annexion des Kurfürstentums Hannover

Im Vertrag von Schönbrunn (französisch Traité de Schönbrunn de 1805) zwang Frankreichs Kaiser Napoleon das Königreich Preußen in ein gemeinsames Bündnis. Der Pakt wurde am 15. Dezember 1805 auf Schloss Schönbrunn paraphiert, von Preußens König Friedrich Wilhelm III. jedoch nicht ratifiziert. Dies geschah erst nach weiteren Verhandlungen, mit dem sog. Pariser Traktat vom 15. Februar 1806, der Preußen allerdings eine Verschlechterung der Konditionen einbrachte.

## Vorgeschichte
Preußen war im Frieden von Basel 1795 aus der Reihe der anti-französischen Koalition der europäischen Großmächte ausgeschieden und fuhr seitdem einen strikten Neutralitätskurs. So nahm es weder am Zweiten Koalitionskrieg noch am Dritten Koalitionskrieg teil. Im Vertrauen auf die vermeintliche Stärke der eigenen Armee glaubte die Hohenzollernmonarchie, im Mächtekonzert das Zünglein an der Waage spielen und daraus seinen Vorteil ziehen zu können.
Sich selbst überschätzend, wollte die preußische Regierung Ende 1805 Kaiser Napoleon auffordern, die Kronen Frankreichs und Italiens zu trennen sowie die Neutralität der Schweiz und der Niederlande zu respektieren. Die verheerende Niederlage des vereinten russisch-österreichischen Heeres in der Schlacht von Austerlitz brachte eine herbe Desillusionierung.
Nachdem Kaiser Napoleon in der Schlacht von Austerlitz die Großmächte Österreich und Russland am Ende des Dritten Koalitionskriegs entscheidend geschlagen hatte, war das neutral gebliebene Preußen außenpolitisch isoliert. Die Hohenzollernmonarchie suchte nun den Schulterschluss mit dem übermächtig erscheinenden Sieger.

## Vertragsinhalt
Gegen die Abtretung einiger Exklaven wurde Preußen der Besitz des Kurfürstentums Hannover versprochen. Das Kurfürstentum wurde seit 1714 von den britischen Herrschern in Personalunion regiert, befand sich aber seit 1803 in französischer Hand. Im Einzelnen sollte Preußen die rechtsrheinischen Landesteile des Herzogtums Kleve an das (Groß-)Herzogtum Berg abtreten, das Fürstentum Neuchâtel an Frankreich und das Fürstentum Ansbach an Bayern, das im Gegenzug kleinere Gebiete um das Fürstentum Bayreuth an Preußen abzugeben hatte. Bei Inkrafttreten des Vertrags hätte Preußen als offizieller Verbündeter Frankreichs gegolten und sich verpflichtet, von vornherein alle Gebietsabtretungen anzuerkennen, die Napoleon Österreich noch abzunötigen gedachte.
Der preußische Gesandte in Paris, Christian von Haugwitz, erhielt die Vertragsbedingungen von französischer Seite aus aber mehr oder weniger diktiert, weshalb König Friedrich Wilhelm III. sie nicht akzeptierte und auf Nachverhandlungen bestand. Diese führten zum sog. Pariser Traktat vom 15. Februar 1806, der Preußen aber schlechter stellte.

## Auswirkungen
Indem Preußen in das Bündnis- und Vasallensystem Napoleons eintrat, nahm es einen de facto unausweichlichen Konflikt mit Großbritannien um den Besitz Hannovers billigend in Kauf. Nahezu gleichzeitig formte Frankreich aus den Trümmern des Heiligen Römischen Reichs den Rheinbund, der mit der Unterzeichnung der Rheinbundakte am 12. Juli 1806 in Paris aus der Taufe gehoben werden sollte. Doch der Pakt zwischen Frankreich und Preußen zerbrach bereits nach weniger als einem Jahr.
Als Napoleon Großbritannien, im Gegenzug für einen Frieden mit Frankreich, die Rückgabe Hannovers anbot, kam es zwischen Berlin und Paris zum Bruch. Preußen forderte ultimativ den Rückzug aller französischen Truppen bis zum 8. Oktober 1806 hinter den Rhein. Als Napoleon die Frist ungerührt verstreichen ließ, kam es zum Vierten Koalitionskrieg. In der Schlacht von Jena und Auerstedt erlitt Preußen eine verheerende Niederlage und wurde schließlich zum für ihn demütigenden Frieden von Tilsit genötigt.